# Go-Fushimi
Go-Fushimi (jap. 後伏見天皇, Go-Fushimi-tennō; * 5. April 1288; † 17. Mai 1336) war der 93. Tennō von Japan (30. August 1298–2. März 1301). Sein Geburtsname lautete Tanehito (胤仁). Seine Regierungszeit umfasste die Ära Einin und die Ära Shōan nach alter japanischer Zeitrechnung.

## Genealogie
Tanehito war der älteste Sohn des Fushimi-tennō. Beide gehören zum Jimyōin-tō-Zweig der japanischen kaiserlichen Familie.
Er war u. a. verheiratet mit Saionji (Fujiwara) Yasuko/Neishi (西園寺寧子).
Eine seiner Frauen war die „Ichijō no tsubone“, eine jüngere Schwester der Senkōmon-in Saneko. Zunächst war sie Hofdame.
Kinder:
- erste Tochter: Prinzessin Junshi (珣子内親王)
- dritter Sohn: Prinz Kazuhito (量仁親王) (erster Gegentennō Kōgon)
- fünfter Sohn: Prinz Kagehito (景仁親王)
- zweite Tochter: Prinzessin Kenshi/Kaneko (兼子内親王)
- neunter Sohn: Prinz Yutahito (豊仁親王) (zweiter Gegentennō Kōmyō)

## Leben
Tanehito wurde 1289 zum japanischen Kronprinzen ernannt. Nach der Abdankung Fushimis im Jahr 1298 übernahm er die japanische Kaiserwürde. Die militärische Macht lag jedoch beim Shogunat und der Familie Hōjō, die hinter den Kulissen über die kaiserliche Rangfolge entschied. Go-Fushimi dankte bereits 1301 wieder ab, da die Daikakuji-Linie (Daikakuji-to, 大覚寺統) der kaiserlichen Familie einen erfolgreichen Putsch gegen ihn durchführte.
Sein Nachfolger im Amt wurde der Go-Nijō-tennō, ein Sohn des Go-Uda-tennō. Beide gehörten zur Daikakuji-Linie, die vom Kameyama-tennō abstammte.
Auch nach seiner Entthronung war er als abgedankter Tennō an Regierungsangelegenheiten beteiligt. 
Go-Fushimi war der Autor eines berühmten Gebets an den Gott des Kamo-Schreins. In diesem Gebet rief er diesen Gott dazu auf, seinem Sohn bei der Besteigung des japanischen Kaiserthrons behilflich zu sein.
Er war der Vater des Kōmyō-tennō und des Kōgon-tennō, der im frühen 14. Jahrhundert regierenden Gegentennō aus dem Ashikaga-Clan, die ihren Regierungssitz in Kyōto hatten.